# ماركوس غرانلند
ماركوس غرانلند (بالفنلندية: Markus Granlund)‏ هو لاعب هوكي الجليد فنلندي، ولد في 16 أبريل 1993 في أولو في فنلندا.

## وصلات خارجية
- ماركوس غرانلند على موقع دوري الهوكي الوطني (الإنجليزية)
- ماركوس غرانلند على موقع EliteProspects.com (الإنجليزية)
- ماركوس غرانلند على موقع Eurohockey.com (الإنجليزية)
- ماركوس غرانلند على موقع HockeyDB.com (الإنجليزية)
- ماركوس غرانلند على موقع Hockey-Reference.com (الإنجليزية)
- ماركوس غرانلند على موقع اللجنة الأولمبية الدولية (الإنجليزية)
- ماركوس غرانلند على موقع أوليمبيديا (الإنجليزية)